# 等エンタルピー定圧集団
等エンタルピー定圧集団（とうエンタルピーていあつしゅうだん、英: Isoenthalpic-isobaric ensemble）は統計力学的集団（アンサンブル）の1 つ。エネルギー、体積、粒子数を熱力学的独立変数（多くの場合は定数）とするミクロカノニカル集団に対して、等エンタルピー定圧集団では、エンタルピー(H)、圧力(P)、粒子数(N)を独立変数とし、そこからNPHアンサンブルとも呼ばれる。定圧系のモデル化としては最も基礎的なアンサンブルだが、専門文献ではほとんど言及されない。定圧下の熱力学系のシミュレーションに主に用いられる。
1980年に物理学者のH. C. Andersenによって発表された。

## モデルの性質と特徴

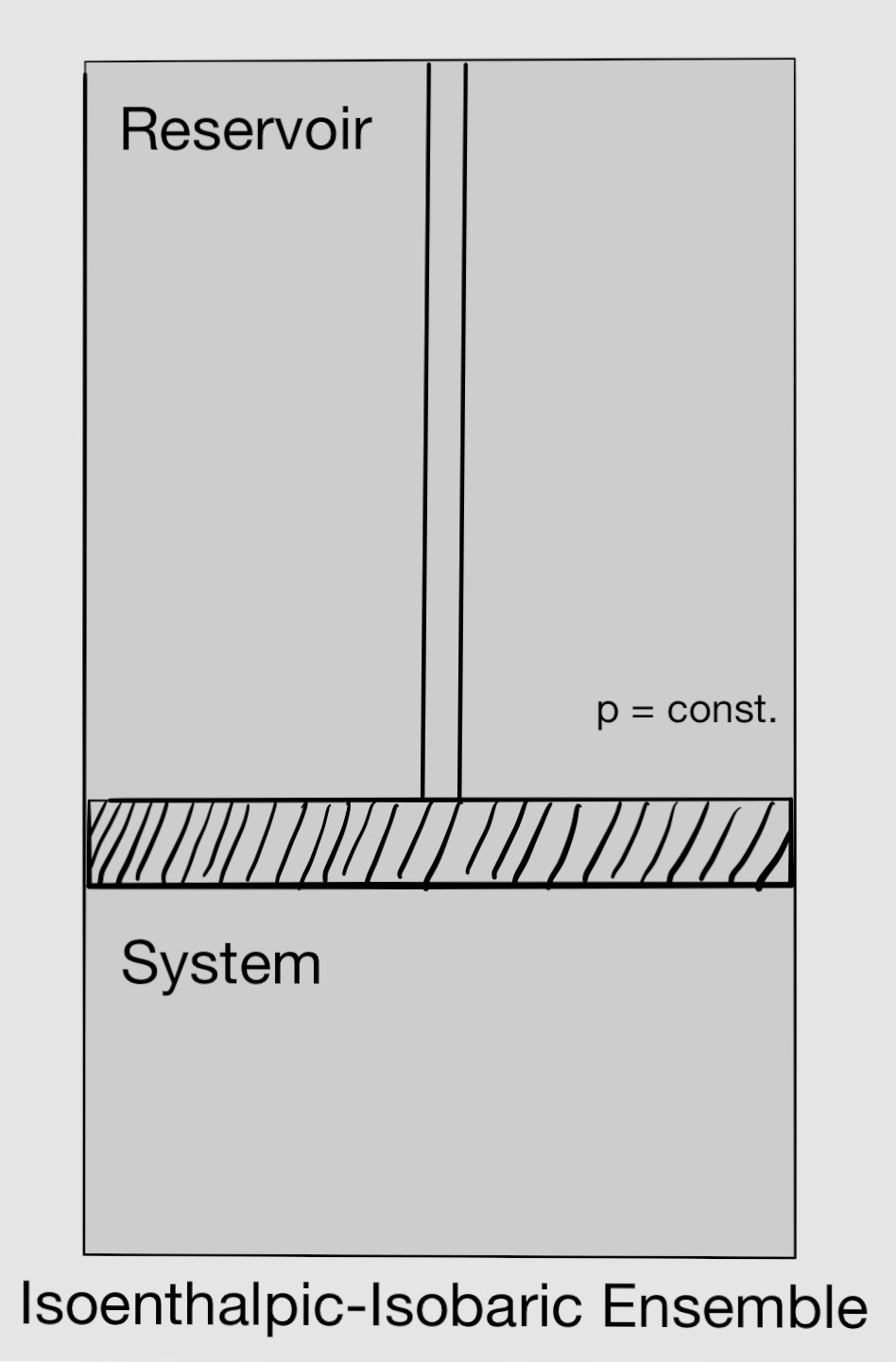
等エンタルピー定圧系の図式

等エンタルピー定圧集団により説明される単純な物理系としては、熱を通さない断熱ピストンと一定圧力に維持された容積浴を結合させた系があげられる。
この系のエンタルピーの全微分は以下のように書ける。
{\displaystyle \mathrm {d} H=\mathrm {d} U+p\mathrm {d} V+V\mathrm {d} p=(\mathrm {d} q+\mathrm {d} w)+p\mathrm {d} V+V\mathrm {d} p=\mathrm {d} q+V\mathrm {d} p}
ピストンは断熱されており、また圧力は一定なので {\displaystyle \mathrm {d} H=\mathrm {d} q=\mathrm {d} p=0} が成り立ち、したがって等エンタルピーが成り立つ。

### 位相空間上の体積
この系のハミルトニアンは以下のように与えられる。
{\displaystyle {\mathcal {H}}={\mathcal {H}}(q_{i},p_{i},x_{w},p_{w},V,N)=H+PV}
ここで、qi, piは各粒子の位置座標および運動量、xw, pwはピストンの位置座標および運動量、Vはシステムの体積、Nは粒子数、Hは系のエンタルピー、Pは浴の圧力である。系の位相空間全体を積分し、それを順列数でわることで位相空間上の体積が得られる。これによりエントロピーが導出できることが保証される。
{\displaystyle \Phi (H,P,N)={\frac {1}{N!}}\int _{{\mathcal {H}}\,\leq \,H-PV}\mathrm {d} q\mathrm {d} p\mathrm {d} x_{w}\mathrm {d} p_{w}}
ここで定数倍は物理量に影響を与えないため省略した。巨視的な系ではdpwの影響は無視でき、dxwはdVで置き換えることができる。
{\displaystyle \Phi (H,P,N)={\frac {1}{N!}}\int _{{\mathcal {H}}(q,p,V,N)\,\leq \,H-PV}\mathrm {d} q\mathrm {d} p\mathrm {d} V}
簡単のために体積要素を{\displaystyle \mathrm {d} \tau =\mathrm {d} q\mathrm {d} p\mathrm {d} V}と定義し、ヘヴィサイドの階段関数を用いると上式は次のように書ける。
{\displaystyle \Phi (H,P,N)={\frac {1}{N!}}\int {\Theta [{\mathcal {H}}-(H-PV)]\mathrm {d} \tau }}

### 状態密度と確率密度分布
状態密度は位相空間上の体積を微分することにより簡単に得ることができる。
{\displaystyle \omega (H,P,N)={\Bigl (}{\frac {\partial \Phi }{\partial H}}{\Bigr )}_{P,N}={\frac {1}{N!}}\int {\delta [{\mathcal {H}}-(H-PV)]\mathrm {d} \tau }}
ここでδ[ ]はディラックのデルタ関数である。
エネルギーが範囲{\displaystyle H-PV\leq {\mathcal {H}}<H-PV+\delta H}にある確率は以下のように計算できる。
{\displaystyle W(q,p,V)={\frac {1}{\omega \delta H}}={\frac {\delta [{\mathcal {H}}-(H-PV)]}{\omega }}}
ここでδHはディラックのデルタ関数ではなくエンタルピーの微小変化を意味する。
確率密度分布が得られたので、これを用いて状態量を計算することができる。一般に関数fの期待値は以下のように計算できる。
{\displaystyle {\bar {f}}=\int {Wf\mathrm {d} \tau }={\frac {1}{\omega }}\int {f\delta [{\mathcal {H}}-(H-PV)]\mathrm {d} \tau }={\frac {1}{\omega }}{\Bigl (}{\frac {\partial }{\partial H}}\int {f\Theta [{\mathcal {H}}-(H-PV)]\mathrm {d} \tau }{\Bigr )}_{P,N}}
簡単な例としては、エネルギー(ハミルトニアン)の期待値を計算することができ、{\displaystyle {\bar {E}}=H-P{\bar {V}}}のように定義式と一致する。ただし、エネルギーおよび体積はアンサンブル平均であり、系の独立変数ではない。

### 等配分の法則
ミクロカノニカルアンサンブルと同様に以下が成り立つ。
{\displaystyle \langle x_{j}{\frac {\partial {\mathcal {H}}}{\partial x_{k}}}\rangle ={\frac {\Phi }{\omega }}\delta _{jk}}
そして理想気体のハミルトニアンを代入すると、NPHアンサンンブルにおける温度が以下のとおり得られる。
{\displaystyle k_{B}T={\frac {\Phi }{\omega }}}
ここでTは温度、kBはボルツマン定数である。

### 断熱定理
ハミルトニアンが追加のパラメータaに依存すると仮定する。このパラメータに共役な一般化力は{\displaystyle {\frac {\partial {\mathcal {H}}}{\partial a}}}であたえられる。一般化力のアンサンブル平均を計算すると、以下を得る。
{\displaystyle \langle {\frac {\partial {\mathcal {H}}}{\partial a}}\rangle =-{\frac {1}{\omega }}{\Bigl (}{\frac {\partial \Phi }{\partial a}}{\Bigr )}_{H,P,N}={\Bigl (}{\frac {\partial H}{\partial a}}{\Bigr )}_{\Phi ,P,N}}

### 統計力学と熱力学の関係
位相空間上の体積(実際には分配関数)を用いて、系のエントロピーを得ることができる。
{\displaystyle S(H,P,N)=k_{B}\ln {\Phi (H,P,N)}}
ここから熱力学恒等式をもちいれば種々の状態量を導出できる。

## 熱力学量と統計的ゆらぎ
独立変数(粒子数、圧力、エンタルピー)以外の熱力学的状態量は統計的に定義され、その値は一定ではない。そのゆらぎの度合いは分散により定義される。
{\displaystyle (\Delta f)^{2}=\langle (f-{\bar {f}})^{2}\rangle =\langle f^{2}\rangle -\langle f\rangle ^{2}}
種々の平均値は前述のとおり計算できる。
重要な熱力学量は以下のように算出できる。
- 体積

{\displaystyle \langle V\rangle ={\frac {1}{\omega }}{\Bigl (}{\frac {\partial \chi }{\partial H}}{\Bigr )}_{P}\quad ;\quad \langle V^{2}\rangle =-{\frac {1}{\omega }}{\Bigl (}{\frac {\partial \chi }{\partial P}}{\Bigr )}_{H}\quad ;\quad (\Delta V)^{2}=\langle V^{2}\rangle -\langle V\rangle ^{2}}
ここで {\displaystyle \chi (H,P)={\frac {1}{N!}}\int {V\cdot \Theta [{\mathcal {H}}-(H-PV)]\mathrm {d} \tau }}である。マクスウェルの関係式と偏微分の性質を利用すると、体積の分散の別の表式が得られる。
{\displaystyle (\Delta V)^{2}=-{\frac {1}{\omega }}{\Bigl (}{\frac {\partial \chi }{\partial P}}{\Bigr )}_{S}}
- エネルギー

{\displaystyle (\Delta E)^{2}=P^{2}\cdot (\Delta V)^{2}}
- 運動エネルギー（ただし、位置エネルギーが粒子の質量に依存しない場合にのみ正しい）

{\displaystyle (\Delta K)^{2}={\frac {3}{2}}N(k_{B}T)^{2}{\Bigl [}1-{\frac {3Nk_{B}}{2C_{P}}}{\Bigr ]}}

## 理想気体

### 自由古典的理想気体
ハミルトニアン
{\displaystyle {\mathcal {H}}=\sum _{i}{\frac {p_{i}^{2}}{2m}}}
に対して位相空間体積は次のように得られる。
{\displaystyle \Phi (N,P,H)={\frac {(2\pi m)^{\frac {3N}{2}}}{[N!({\frac {3N}{2}})!]}}\int _{0}^{\frac {H}{P}}{V^{N}(H-PV)^{\frac {3N}{2}}dV}={\frac {(2\pi m)^{\frac {3N}{2}}}{{\Bigl (}{\frac {5N}{2}}+1{\Bigr )}!}}{\frac {H^{{\frac {5N}{2}}+1}}{P^{N+1}}}}
したがって等エンタルピー・等圧集団における理想気体の状態方程式は以下のように得られる。
{\displaystyle PV=(N+1)k_{B}T}
熱力学的極限ではN ≫ 1であるから、この式は本質的には古典理想気体の標準的な状態方程式と同等である。